# Petaurista alborufus
Pétauriste blanc et roux, Écureuil volant géant rouge et blanc
Espèce
Statut de conservation UICN

 LC  : Préoccupation mineure
Répartition géographique
Petaurista alborufus, le pétauriste blanc et roux, également connu sous le nom d’Écureuil volant géant rouge et blanc, est une espèce de rongeur faisant partie de la famille des scuricidés.

## Dénominations
- Nom scientifique valide : Petaurista alborufus (Milne-Edwards, 1870).

- Nom vernaculaire normalisé chinois : 红白鼯鼠, hóng bái wúshǔ, « Pétauriste rouge et blanc »

- Nom normalisé anglais : Red and white giant flying squirrel

- Noms vulgaires et vernaculaires, couramment utilisés en français : Pétauriste blanc et roux, Pétauriste géant, Écureuil-volant géant blanc et rouge.

## Taxinomie

### Sous-espèces
- Petaurista alborufus alborufus (Milne-Edwards, 1870) (espèce-type) : vit dans l'ouest du Sichuan ainsi qu'à Gansu; la sous-espèce est reconnaissable à ses poils roux aux pattes[1],[2] ;

- Petaurista alborufus candidula (Wroughton, 1911) : cette sous-espèce, présente dans le Myanmar et au nord de la Thaïlande, n’est pas présente dans tous les systèmes de classification. Certains auteurs considèrent qu’il serait plus approprié de la classer comme une sous-espèce du pétauriste roux et blanc plutôt que chez le pétauriste roux (Petaurista petaurista)[3],[1] ;

- Petaurista alborufus castaneus (Thomas, 1923), écureuil volant géant d’Indonésie  : vit dans le sud de la Chine, de l'est du Sichuan au Yunnan, Guishou et Hubei ; cette sous-espèce a des poils noirs aux pattes et un anneau coloré à la base de la queue[2],[1] ;

- Petaurista alborufus leucocephalus  (Hilzheimer, 1905) : vit au Tibet ; chez cette sous-espèce, toute la tête, y compris les bords des oreilles, ainsi que de grandes parties du corps sont blanches[4],[1] ;

- Petaurista alborufus lena (Thomas, 1923) : vit sur l’île de Taïwan, isolée des autres, a une apparence distincte et des études génétiques ont montré qu'elle serait plus proche de plusieurs autres espèces de pétauristes que du pétauriste blanc et roux vivant en Chine continentale. Par conséquent, il a été recommandé qu'elle soit reconnue comme une espèce distincte sous le nom de Petaurista lena : « le pétauriste de Taïwan »[5],[3] ;

- Petaurista alborufus ochraspis (Thomas, 1923) : vit dans le Yunnan et le Guangxi, probablement aussi dans le nord de Myanmar ; cette sous-espèce a également des poils roux aux pattes, ainsi que des anneaux blancs à la base de la queue et une queue presque entièrement noire[3],[6].

### Distribution
Il existe plusieurs sous-espèces de l'écureuil-volant géant rouge et blanc. Tel que traditionnellement défini, la Chine continentale est habitée par P. a. alborufus (Gansu, Shaanxi et ouest Sichuan), P. a. castaneus (Chongqing, Guizhou, Hubei, Hunan, est du Sichuan, Shaanxi et Yunnan), P. a. leucocephalus (Xizang) et P. a. ochraspis (Guangxi et Yunnan), et Taïwan a P. a. lena. Cependant, les enregistrements effectués dans le Gansu et le Qinghai, sont probablement des identifications erronées de pétauristes roux,.
Le statut du pétauriste blanc et roux dans d'autres pays est moins clair : plusieurs sources répertorient respectivement P. a. leucocephalus et P. a. ochraspis dans le nord du Myanmar (Birmanie). Bien que l’espèce ait été confirmée dans des parties de la Chine directement adjacentes au nord de la Myanmar, la présence établie de l’espèce dans cette partie du pays n’est pas confirmée avec certitude. P. a. leucocephalus a également été répertorié pour le Bhoutan et l'Assam, en Inde, mais d'autres autorités ne répertorient pas l'espèce pour l'un ou l'autre pays,.

## Description

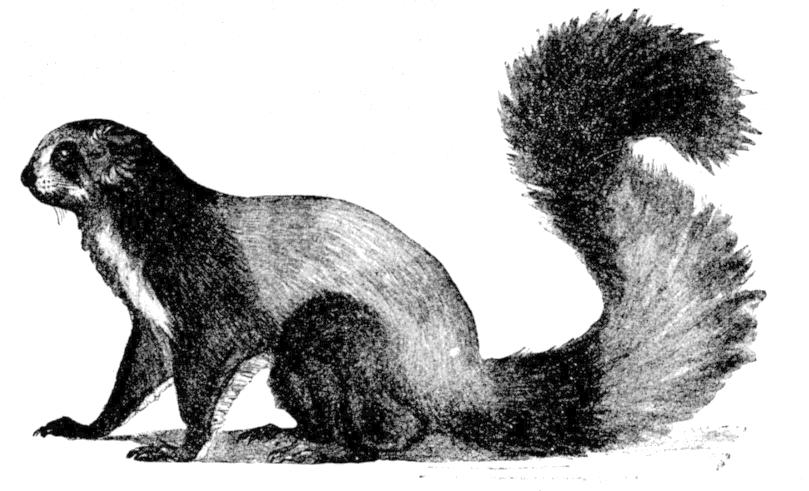
Gravure d’un pétauriste roux et blanc du Cambridge Natural History Mammalia.

### Dimensions
Le pétauriste blanc et roux atteint une longueur tête-corps de 35 à 58 centimètres et une longueur de queue de 36 à 40 centimètres pour un poids d'environ 1,45 à 1,55 kg. Il est décrit comme le plus grand écureuil-volant, voire comme le plus grand écureuil au monde. La longueur de la patte postérieure est de 7,8 à 9 cm, la longueur de l'oreille de 4,7 à 5,9 cm. Les femelles sont légèrement plus petites que les mâles, et il n'y a pas d'autre dimorphisme sexuel,.

### Fourrure
L'espèce se caractérise par une grande zone de taches claires sur la fourrure dorsale, résultant d'une mosaïque de poils blancs, rouge clair et brun. La gorge est blanche, le ventre brunâtre, rosâtre ou blanc. En Chine continentale, les pétauristes blancs et roux ont des parties supérieures rouge roux foncé avec une grande tache fauve ou de couleur paille sur le bas du dos. La gorge et la tête sont blanches, souvent avec une grande tache roux autour de chaque œil, et les parties inférieures sont brun orangé. Selon les sous-espèces continentales, les pieds sont noirâtres ou rougeâtres, et les deux tiers distaux de la queue peuvent être noirâtres ou roux avec un anneau brun orangé ou blanchâtre à sa base. P. a. lena a une tête blanche avec un anneau oculaire étroit ou non clair, des parties supérieures et une queue entièrement rouge roux (pas de tache pâle sur le bas du dos ou d'anneau sur la queue), et des parties inférieures entièrement blanches,.
Comme tous les écureuils volants, il possède une grande membrane de vol couverte de poils, appelée patagium, qui relie les articulations des mains et des pieds et est agrandie par un pli de peau entre les pattes arrière et la base de la queue. La membrane de vol est musculaire et renforcée sur les bords, elle peut être tendue et relâchée pour contrôler la direction du vol plané,.
Le pétauriste blanc et roux a un ensemble de chromosomes simple (n) de 19 et un ensemble de chromosomes diploïdes de 2n = 38, il possède donc un total de 38 chromosomes dans chaque cellule,.

## Mode de vie

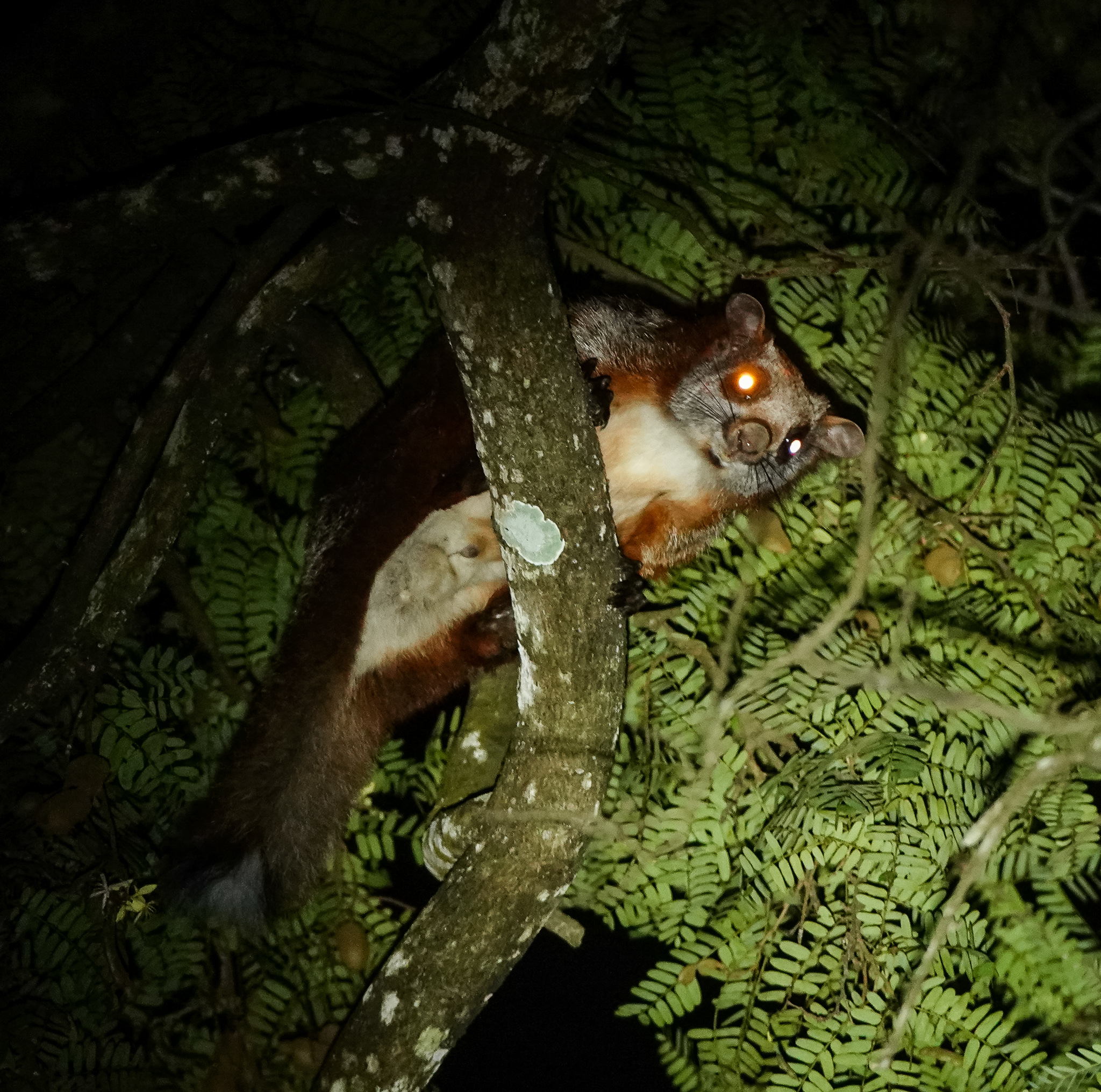
Pétauriste blanc et roux, caché dans les feuillages.

### Activité
Le pétauriste blanc et roux est nocturne et construit des nids dans des cavités creusées dans les troncs d'arbres, notamment ceux dont les sommets sont plus hauts, ainsi que dans des anfractuosités dans la roche. Comme tous les autres écureuils-volants, cette espèce est capable de parcourir de longues distances en planant en sautant d'un arbre. Des vols planés de plus de 400 mètres ont été documentés. La plupart des observations de l'espèce proviennent d'arbres à plus de 10 mètres de haut, des observations au sol ou à des hauteurs inférieures à 3 mètres n’ont pas été documentées,.
Dans son aire de répartition, l'espèce vit partiellement en sympatrie avec Petaurista philippensis, Hylopetes alboniger, ainsi que Trogopterus xanthipes. De plus, il vit en sympatrie avec le taguan (Petaurista petaurista), légèrement plus petit, qui se trouve préférentiellement dans les forêts de conifères. Les deux espèces se trouvent dans les mêmes arbres, le pétauriste blanc et roux occupant des zones plus élevées, évitant ainsi la concurrence directe,.

#### Alimentation
Il se nourrit de manière omnivore principalement de glands, de noix, de fruits et de feuilles, ainsi que d'insectes, de leurs larves et probablement aussi d'œufs d'oiseaux,.

#### Déplacement
Il est capable de parcourir de longues distances en planant d'un arbre à l'autre.

### Cycle de vie
Peu d'informations sont disponibles sur la reproduction de cette espèce. La saison des amours a lieu en juin et le taux de reproduction est très faible, avec un à deux petits par portée contre deux à trois pour les autres espèces du genre,.

## Conservation
Le pétauriste blanc et roux est classé comme « préoccupation mineure » par l'Union internationale pour la conservation de la nature (UICN), en raison de sa vaste aire de répartition et de l’importance supposée de sa population. L'espèce est présente dans plusieurs zones protégées, si bien qu’il n’y a pas de prévision particulière au cas où un fort déclin des effectifs devrait se produire. Toutefois, il n’existe pas de données précises concernant la taille des populations. Les causes potentielles de menace ne sont pas connues, sauf à Taïwan, où l'espèce est chassée.
Des recherches supplémentaires sont nécessaires pour identifier précisément son aire de répartition réelle et pour déterminer si les populations du sud appartiennent effectivement à cette espèce ou au pétauriste géant chinois.